# Nguyễn Văn Tỵ
Nguyễn Văn Tỵ (24 tháng 2 năm 1917 - 19 tháng 1 năm 1992) là họa sĩ Việt Nam và là Tổng thư ký đầu tiên của Hội Mỹ thuật Việt Nam. Ông được trao tặng Giải thưởng Hồ Chí Minh về văn học nghệ thuật (đợt 2, năm 2001).

## Tiểu sử
Ông sinh năm 1917 tại Hà Nội. 
- Năm 1934 - 1935 ông học dự bị ở trường Mỹ thuật Đông Dương
- Năm 1936 ông thi đỗ vào trường Mỹ thuật Đông Dương, học khóa 11 (1936 - 1941) cùng khóa với Hoàng Tích Chù, Nguyễn Tiến Chung, Bùi Trang Chước, Trần Văn Lắm...
- 1936 - 1940 ông có nhiều tác phẩm tham dự các triển lãm của Hội Việt Nam khuyến khích Mỹ thuật và Công nghệ tổ chức (SADEAI), Hội hợp tác nghệ sĩ Đông Dương tổ chức ở Việt Nam và ở cả nước ngoài như Paris (Pháp), Batavia (Indonesia), Bruxelles (Bỉ) và San Francisco (Mỹ)...
- Năm 1941 ông tốt nghiệp hạng ưu với ba tác phẩm Vịnh Hạ Long - sơn mài; Hội đền Chèm - sơn mài; Trăng lên - khắc gỗ.
- Từ tháng 5 đến tháng 7 năm 1942 ông đi vẽ ở Angkor - Campuchia (các tác phẩm sau này được trưng bày tại trụ sở Hội nghị văn hóa toàn quốc 1945 - 1946). Tháng 11 năm 1942 ông tổ chức triển lãm riêng lần đầu tiên tại trụ sở của nhóm FARTA (cái nôi nghệ thuật Việt Nam) gồm 32 tác phẩm sơn mài, lụa, khắc gỗ.
- Năm 1943 ông đi Nhật Bản tham gia triển lãm ở Tokyo, với hai tác phẩm Nghỉ ngơi - sơn mài và Hai cô gái Mường - khắc gỗ. Dự triển lãm nhóm FARTA với ba tác phẩm về Làng Mía ở Sơn Tây (sơn dầu), Nhân vật và Vịnh Hạ Long (sơn mài)
- Năm 1943 - 1944 ông làm trang trí sân khấu với đoàn kịch Thế Lữ ở Hà Nội.
- Năm 1945 ông làm Ủy viên Ban Chấp hành Hội Văn hóa Cứu quốc, viết bài cho báo Tiên Phong, tổ chức triển lãm văn hóa và vẽ bức tranh cổ động Độc lập hay là chết trưng bày tại Hà Nội.
- Nhân dịp kỷ niệm một năm ngày Cách mạng tháng Tám và Quốc khánh 2/9 năm 1946, ông tham gia Ban Tổ chức triển lãm Mỹ thuật tháng Tám trưng bày tại Nhà hát Lớn Hà Nội, và có hai tác phẩm sơn mài Chăn trâu và Nghỉ ngoài ruộng gặt. Cuối năm 1946 ông tham gia tổ chức và giảng dạy Trường Cao đẳng Mỹ thuật Việt Nam, sau đó đi vẽ ở mặt trận Nam tiến.
- Sau ngày Toàn quốc kháng chiến, năm 1947, ông đi vào miền Trung, làm Ủy viên Ban Chấp hành Hội Văn hóa kháng chiến Thanh Hóa và Liên khu IV, viết bài cho báo Chống giặc và Sáng tạo, vẽ tranh cổ động, trang trí sân khấu - hóa trang cho đoàn kịch kháng chiến.
- Năm 1948 ông tổ chức xưởng họa Liên khu 4 và dạy lịch sử mỹ thuật và hội họa tại Phân trường Mỹ thuật Liên khu 4, biên tập và xuất bản tập san Mỹ thuật và Tạp chí Sáng tạo - cơ quan ngôn luận của Văn hóa kháng chiến Liên khu 4 (1948 - 1950). Cũng trong thời kỳ kháng chiến chống Pháp, ông đi thực tế và vẽ tranh ở Chiến khu Việt Bắc (Bản Thi - Bắc Kạn, Đại Từ - Thái Nguyên), ở những làng kháng chiến Cự Nẫm, Lệ Sơn, Cảnh Dương (Quảng Bình)... Năm 1953, ông tham gia đội giảm tô và cải cách ruộng đất ở Phú Thọ. Đi vẽ tại chiến dịch Điện Biên Phủ (1954).
- Hoà bình lập lại, ông trở về Hà Nội, tham gia Ban tổ chức triển lãm chào mừng Thủ đô giải phóng do Hội Văn nghệ Việt Nam tổ chức tại Nhà hát Lớn Hà Nội. Sau đó ông công tác tại trường Cao đẳng Mỹ thuật Việt Nam và tham gia hoạt động ở Hội Văn nghệ Việt Nam và Hội Mỹ thuật Việt Nam.
- Ông là Tổng thư ký Hội Mỹ thuật Việt Nam đầu tiên (1957 - 1958), Ủy viên Ban Chấp hành Hội Liên hiệp Văn học Nghệ thuật Việt Nam (1957 - 1958). Năm 1983 tại Đại hội đại biểu toàn quốc lần thứ hai Hội Mỹ thuật Việt Nam, ông tiếp tục được bầu vào Ban chấp hành Hội, Hội đồng nghệ thuật, Ủy viên Ban chuyên ngành Hội họa, Phó Chủ tịch Hội đồng chuyên ngành Hội họa, Ủy viên Ban chuyên ngành Lý luận phê bình khóa II (1983 - 1989); Ủy viên Hội đồng nghệ thuật Hội khóa III (1989 - 1994).
- Trong suốt 55 năm công tác, ông đã có nhiều đóng góp cho sự phát triển của Hội Mỹ thuật Việt Nam cũng như sự phát triển của nền Mỹ thuật Việt Nam hiện đại ở tất cả các lĩnh vực: sáng tác, giảng dạy và lý luận. Ông mất ngày 19 tháng 1 năm 1992 tại Hà Nội.

## Sự nghiệp hội họa
Nguyễn Văn Tỵ bắt đầu sáng tác từ sớm. Từ lúc học lớp dự bị trường Mỹ thuật Đông Dương, ông đã có những sáng tác sơn dầu và lụa như Cảnh chùa và Tháp, Chân dung em gái được bày ở các cửa hàng tranh. Ông đã nhiều lần tham dự các triển lãm và giành được nhiều giải thưởng. Từ trước năm 1945, ông chuyên về tranh lụa, sơn dầu và khắc gỗ. Sau này ông chuyên về tranh sơn mài, và những tác phẩm nổi tiếng nhất của ông đa số đều dùng chất liệu này.
Trong thời kì kháng chiến chống Pháp, mặc dù thiếu thốn nhưng ông vẫn liên tục có nhiều sáng tác mới trong đó có nhiều tác phẩm ký họa về nông dân, về bộ đội, về dân tộc Thái, các tác phẩm với chất liệu in đá, sơn mài, lụa... như Chiến lũy Ngã tư Sở, Xe cứu thương, Cầu mới (tại Triển lãm Mỹ thuật toàn quốc năm 1948 chào mừng Đại hội Văn nghệ Việt Nam), tác phẩm Bộ đội giã gạo, Vùng biển Cảnh Dương - lụa, Lão chài - sơn mài (Triển lãm Hội họa 1951 tại Chiêm Hóa - Tuyên Quang)... Ông còn viết nhiều bài báo, các bài nghiên cứu về mỹ thuật.
Trong những năm tháng hoạt động mỹ thuật ở miền Bắc (1954 - 1975), ông đã có nhiều tác phẩm mới trưng bày tại nhiều triển lãm lớn: Nông dân kể khổ - sơn mài, Cấy ở Tây Bắc, Khu tự trị Việt Bắc - lụa, tranh cổ động Chị Vân tố cáo vụ Thảm sát Hướng Điền (Triển lãm Mỹ thuật toàn quốc năm 1955), Hữu nghị - sơn mài, Xô viết Nghệ Tĩnh (đồng tác giả) - sơn mài (1957), Nhà tranh gốc mít - sơn mài, Du kích Bắc Sơn - sơn mài (Triển lãm Mỹ thuật toàn quốc năm 1958), Buồm Cửa Hàn, lưới Cửa Hội, Mùa gặt ở Thanh Hóa, Nhà tranh gốc mít (Triển lãm Mỹ thuật toàn quốc 1960). Một số tác phẩm của ông đã được chọn tham dự triển lãm 12 nước Xã hội chủ nghĩa tại Liên Xô và Đông Âu (1960). Sau đó ông tiếp tục sáng tác nhiều tác phẩm khác như: Em bé đọc sách, Căm thù - sơn mài, Phong cảnh Chợ Chu (Cánh đồng Chợ Chu) - sơn dầu (1960), Bắc Nam thống nhất, Biển ở Vĩ tuyến 17 (1961)... Ông đã nhiều lần đi thực tế tại khắp nơi trên cả nước và Lào, tham gia Chiến dịch Tây Nguyên (tháng 3/1975) và Chiến dịch Hồ Chí Minh (tháng 4/1975). Với những tư liệu ký họa thời kỳ kháng chiến chống Pháp và qua các chuyến đi thực tế, họa sĩ Nguyễn Văn Tỵ đã sáng tác nhiều tác phẩm sơn mài, lụa, tranh khắc: Mùa lúa chín - lụa, Du kích mũ nan - khắc gỗ (Huy chương Bạc triển lãm quốc tế đồ họa Leipzig 1965), Hai đội quân gặp nhau - sơn mài (1968), Du kích Cửa Tùng, Địa đạo Vịnh Mốc, Bên bờ Nhật Lệ (1969), Ra đảo (1971), Đêm Noel Hà Nội 1972 (1973)...
Sau khi thống nhất, cùng với nhiều họa sĩ trong cả nước, ông tập trung sáng tác nhiều tác phẩm dựa trên những ký họa, những ký ức của các chuyến đi thực tế từ thời kháng chiến chống Pháp đến kháng chiến chống Mỹ. Về chất liệu sơn mài có các tác phẩm: Vịnh Hạ Long, Chiến dịch Điện Biên Phủ (1980), Ngày vui (1983), Hạ Long, Đường làng, Chợ Bờ, Mèo (1984), Bên dòng Mê Kông (1985), Hai cô Mường (1986), Hội đánh cồng (1987), Làng Mỗ (1988), Phong cảnh miền núi (1989), Phong cảnh Tây Nguyên, Phong cảnh (1991). Về chất liệu sơn dầu: Ngày vui, Cảnh Pắc Bó tham dự triển lãm Mỹ thuật toàn quốc năm 1976. Về chất liệu lụa có: Bác Hồ ở Pắc Bó (1978), Lưới Hải Vân, Mưa giông, Cấy lúa, Bàn đá chông chênh (1981), Hồi tưởng (1988) .
Các tác phẩm hội họa, đồ họa của họa sĩ Nguyễn Văn Tỵ thể hiện bút pháp khỏe khoắn, hình họa chuẩn xác, bố cục khái quát, phóng khoáng với những tìm tòi thể nghiệm tạo nên bản sắc riêng. Ngoài ra ông còn vẽ bộ tem Hữu Nghị Quan nhân kỷ niệm quốc khánh nước Cộng hòa Nhân dân Trung Hoa (1965).
Ngoài công việc sáng tác, ông còn là nhà lý luận, phê bình mỹ thuật với nhiều bài viết được đăng trên các báo. Ông đã viết khoảng 200 bài được công bố bằng giáo trình hay tham luận khoa học. Ông đã giảng dạy, đào tạo nhiều thế hệ họa sĩ trong thời kì kháng chiến chống Pháp và thời gian giảng dạy tại trường Cao đẳng Mỹ thuật Việt Nam (1956 - 1970). Ông còn soạn nhiều giáo trình phục vụ công tác giảng dạy, đặc biệt cuốn sách Bước đầu học vẽ (Nhà xuất bản Văn hóa, 1963, tái bản 3 lần) là một giáo trình cẩm nang hội họa có giá trị.
Tác phẩm Nam Bắc một nhà (1961) cùng với Hội chùa (Lê Quốc Lộc, Nguyễn Văn Quế, 1939), hai trong các tác phẩm sơn mài tiêu biểu của Việt Nam, là hai bức tranh được Bảo tàng Mỹ thuật Việt Nam phục chế lại năm 2006.

### Tác phẩm tiêu biểu
- Hai Cô Mường - khắc gỗ in trên lụa (76 x 45), 1940
- Nhà tranh gốc mít - sơn mài (67 x 105), 1958
- Du kích Bắc Sơn - sơn mài (86 x 121), 1958
- Thiếu nữ và biển - sơn mài (96 x 94), 1960
- Buồm Cửa Hàn, lưới Cửa Hội - sơn mài (100 x 180), 1960
- Nam Bắc một nhà - sơn mài (86 x 566), 1961
- Đêm Noel Hà Nội 1972 - sơn mài (100 x 150), 1973
- Chợ Bờ - sơn mài (60 x 90), 1984
- Phong cảnh - sơn mài (150 x 240), 1991

## Tặng thưởng
- Huy chương Vàng triển lãm SEDEAI năm 1937
- Huy chương ngoại hạng triển lãm SEDEAI năm 1939
- Huy chương Bạc triển lãm quốc tế đồ họa Leipzig 1965
- Huy chương Đồng triển lãm Mỹ thuật toàn quốc năm 1995
- Huân chương Kháng chiến hạng Nhì
- Huân chương kháng chiến chống Mỹ cứu nước hạng Nhất
- Huân chương Độc lập hạng Ba (12/1988)
- Huy chương Vì sự nghiệp Mỹ thuật Việt Nam, Vì sự nghiệp Văn học nghệ thuật Việt Nam.
- Giải thưởng Hồ Chí Minh đợt II về Văn học nghệ thuật (2001)[4]